# Mahdi Al-Humaidan
Mahdi Al-Humaidan (en árabe: مَهْدِيّ فَيْصَل إبرَاهِيْم حُمَيْدَان‎; Manama, Baréin, 19 de mayo de 1993) es un futbolista de Baréin que juega en la posición de delantero. Desde 2017 juega con el Al Khaldiya SC de la Liga Premier de Baréin.

## Carrera

### Club
| Periodo   | Club                     |
| --------- | ------------------------ |
| 2017-2020 | Al-Ahli Manama           |
| 2020      | → Al-Qadsiah FC (cedido) |
| 2021-     | Al Khaldiya SC           |

### Selección nacional
Al-Humaidan debutó con Baréin en 2018 y su primer gol lo anotó el 19 de noviembre de 2018 en la derrota por 1-2 ante Omán en Mascate en un partido amistoso. Un año después fue incluido en la Copa Asiática 2019 en los Emiratos Árabes Unidos. Al-Humaidan jugó dos partidos en el torneo donde fue eliminado en la segunda ronda por Corea del Sur en tiempo extra. Al-Humaidan jugó tres partidos en la Copa de Naciones del Golfo de 2019 ante Omán, Kuwait y Arabia Saudita, donde no anotó pero dio tres asistencias.

## Logros

### Club
- Champion Bahrain League: 2022-23

### Selección nacional
- Copa de Naciones del Golfo: 2019[5]

### Individual
- Goleador de la Liga Premier de Baréin 2022/23 (14 goles).[6]